# Banyan Vines
Banyan Vines (acròstic de  Virtual Integrated Networking System o sistema integrat de xarxa virtual) de Banyan Systems, era un Sistema Operatiu de xarxa basat en una versió modificada d'Unix. James Allchin, ara vicepresident de Plataformes a Microsoft, va treballar com el director de projecte de Banyan Vines. Des de la fi del segle passat va caure en desús.

## Història
VINES representava per a algunes persones el patró més alt en la connectivitat interxarxes i en la seguretat i transparència d'operació. VINES donava suport a una àmplia gamma d'arquitectures de maquinari incloent Token Ring d'IBM, ARCnet de SMC, Ethernet Interlan, EtherLink i EtherLink Plus de 3Com i ProNET-10 de Proteon. Requeria un servidor d'arxius especialitzat. Tots els serveis de VINES, incloent-hi els de noms, arxiu, impressora i correu s'executaven com a processos UNIX. Aquests serveis podien iniciar-se i interrompre’s des del servidor sense malmetre altres serveis.
Un servidor VINES 6.0 podia comunicar-se amb clients que donaven suport als següents protocols: VINES/IP, IPX, IP, AppleTalk i NetBIOS. StreetTalk era la base de dades distribuïda de VINES i actuava com un servei de nomenament de recursos. Els recursos podien representar usuaris, serveis (com ara impressores, volums d'arxius o portes) i fins i tot llistes. Amb StreetTalk i VINES, un usuari no necessitava saber rutes d'accés o la ubicació dels usuaris (o altres recursos). Per facilitar encara més les coses, StreetTalk permetia la creació d'àlies o sobrenoms per als usuaris. Els diversos servidors de fitxers VINES es comunicaven i intercanviaven informació StreetTalk, emprant el que es coneix com a ràfegues de sortida. Aquestes comunicacions succeïen sempre que un usuari s'unia a la xarxa, quan l'administrador afegia o eliminava informació de grup o servei i cada 12 hores a partir de l'hora en què l'últim servidor va entrar en línia.
La principal força de VINES residia en la seva capacitat de proporcionar accés transparent als recursos de la xarxa independentment del lloc on es trobés o del protocol que utilitzés. El programari TCP/IP de Banyan li permetia a un usuari d'PC accedir als recursos TCP/IP, estiguessin en una xarxa local o en una xarxa d'àrea àmplia sense haver de preocupar-se per aquests detalls físics.
A finals dels 90 aquesta plataforma es va transformar en irrellevant (de fet va desaparèixer, ja que VINES només podia fer servir un màxim 96 MB de RAM i un únic processador, no podia competir amb el nou maquinari que avançava veloçment), i les vendes de VINES van baixar ràpidament.
Banyan es va transformar el 1999 en ePresence, una companyia de serveis d'internet. No va arribar mai a anar bé, i després d'una sèrie de projectes fallits van decidir vendre la seva divisió de serveis a Unisys a finals de 2003 i van liquidar els holdings que els quedaven en la seva subsidiària Switchboard.com.